# Achyra nudalis
Achyra nudalis — міль з родини Вогнівки-трав'янки, або Трав'яні Вогнівки (Crambidae). Наукова назва вперше була надана в 1796 році Хюбнером (нім. Hübner).

## Ареал
Поширена з півдня Європи до сходу Індії і Монголії. Також виявлена в Ємені, Нігері, Саудівській Аравії і Південній Африці.

## Синоніми назви
- Pyralis nudalis  Hübner, 1796
- Achyra nodalis  Gundlach, 1891
- Botys lacunalis  Zeller, 1852
- Aplographe fulvalis  Warren, 1892
- Pionea xanthalis  Fawcett, 1916
- Loxostege nudalis var. brunnealis  Caradja, 1916
- Nymphula bipunctalis  Duponchel, 1831
- Nymphula unipunctalis  Duponchel, 1831
- Nymphula pauciferalis  Walker, 1866
- Phlyctaenodes kronei  Schawerda, 1914
- Phlyctaenodes serenalis  Schawerda, 1916
- Pyralis interpunctalis  Hübner, 1796
- Loxostege nudalis var. sepialis  Caradja, 1935